# Ilybius impressus
Ilybius impressus är en skalbaggsart som först beskrevs av Otto Friedrich Müller 1776.  Ilybius impressus ingår i släktet Ilybius och familjen dykare. Inga underarter finns listade i Catalogue of Life.